# Vota la voce 1982
La 10ª edizione di Vota la voce è andata in onda su Canale 5 dal Palazzo dello Sport di Bologna in due serate il 7 e il 10 ottobre del 1982.
Venne condotta da Pippo Baudo e Claudio Cecchetto.
Vincitori dell'edizione furono: Claudio Baglioni (miglior cantante maschile), Loredana Bertè (miglior cantante femminile), Pooh e P.F.M. (ex aequo miglior gruppo), Giuni Russo, Giuseppe Cionfoli e Marco Ferradini (ex aequo miglior rivelazione), Miguel Bosé (miglior cantante straniero).

## Cantanti partecipanti
- Claudio Baglioni - Avrai
- Giuseppe Cionfoli - Solo grazie
- Giuni Russo - Un'estate al mare
- Alberto Camerini - Tanz bambolina
- Sandro Giacobbe - Sarà la nostalgia
- Marcella - Problemi
- Ph.D. - I Won't Let You Down
- Albano e Romina Power - Felicità
- Garbo - Voglio regnare
- Pierangelo Bertoli - Caccia alla volpe
- Ivan Graziani - Pigro
- Ivan Cattaneo - Bassa quota
- Nada - Ti stringerò
- Gino Paoli - Il cielo in una stanza
- Antonello Venditti - Dimmelo tu cos'è
- P.F.M. - Chi ha paura della notte?
- Stadio - Grande figlio di puttana
- Christian - Un'altra vita un altro amore
- Delia Gualtiero - Occhi
- Fabio Concato - Domenica bestiale
- Franco Simone - Sogno della galeria
- Ricchi e Poveri - Made in Italy
- Joe & The Kazoo Band - Kazoo
- Roberto Vecchioni - Dentro gli occhi
- Marco Ferradini - Teorema
- Dario Farina - Sei la sola che amo
- Ron - Anima
- Pooh - Canzone per l'inverno
- Alice - Principessa
- Loredana Bertè - Non sono una signora
- Milva - Alexander Platz